# Indigofera garckeana
Indigofera garckeana är en ärtväxtart som beskrevs av Wilhelm Vatke. Indigofera garckeana ingår i släktet indigosläktet, och familjen ärtväxter. Inga underarter finns listade i Catalogue of Life.